# Anbay
Anbay era, no panteão da Arábia pré-islâmica, um deus-adivinho e juiz. Seu nome significa "porta-voz" e é considerado o "Senhor da Justiça". Na maioria das vezes, é mencionado em conjunto com Haukim, uma outra divindade com as mesmas características suas.